# Средний Запад

Штаты Среднего Запада по определению Бюро переписей США

Четыре основных региона США (выделены разным цветом), включая девять более мелких регионов (выделено разными оттенками).

Средний Запад США (англ. Midwestern United States, в США принят термин просто Средний Запад, англ. Midwest) — один из четырёх географических регионов, на которые подразделяются США в соответствии с Бюро переписи США.
Регион состоит из двенадцати штатов в центральной и северо-восточной части США: Иллинойс, Индиана, Айова, Канзас, Мичиган, Миннесота, Миссури, Небраска, Северная Дакота, Южная Дакота, Огайо и Висконсин.
Регион включает в себя:
- регион Великих Озёр (Great Lakes Region) — штаты Висконсин, Иллинойс, Индиана, Мичиган, Огайо;
- регион Великих Равнин (Plains Region) — северную часть бассейна реки Миссисипи — штаты Айова, Канзас, Миннесота, Миссури, Небраска, Северная Дакота, Южная Дакота.

По состоянию на 1 июля 2007 года, Бюро переписи оценивает население Среднего Запада в 67 млн человек, 22 % населения страны. Площадь Среднего Запада 2,13 млн км², 21,6 % площади всей страны.
На территории Среднего Запада расположены Географический центр США и средняя точка проживания населения США. Бюро переписи США подразделяет этот регион на Северо-Восточные штаты Среднего Запада США (фактически это район Великих озёр) и Северо-Западные штаты Среднего Запада США.

## История
В середине XIX века начался приток на Великие равнины поселенцев из восточной части США, постепенно начавших вытеснять коренные народы и использовать землю под сельскохозяйственные нужды. Бизоньи стада практически исчезли к моменту завершения гражданской войны в США, и место бизонов заняли стада крупного рогатого скота из Техаса и других регионов. Поселенцы также по достоинству оценили пахотный потенциал богатых чернозёмов в восточной части равнин. Приток поселенцев усиливался по мере того, как регион пересекали железные дороги, связывавшие Великие равнины с большими городами (Виннипег, Миннеаполис, Чикаго и другие) и обеспечивавшие возможность бесперебойных перевозок больших объёмов зерна. Вдоль железных дорог возникало множество новых поселений, многие из которых позже были покинуты или сохранились только как место жительства обслуживающего персонала очередного элеватора; в одном только Канзасе насчитывается 6000 «городов-призраков». Коренные народы выселялись в резервации, в США в массовом порядке переселялись на Индейскую территорию (позже штат Оклахома), а на канадской стороне границы подписали отказ от своих земель в рамках серии договоров с правительством в 1871—1877 годах.

Поля кукурузы в Иллинойсе

Средний Запад стал главным аграрным регионом США. Занимая всего пятую часть территории США, он даёт 45—50 % её сельскохозяйственной продукции. Однако 1930-е ознаменовались катастрофической эрозией полей в западных частях региона, которые превратились в «Пыльный котёл». После этого начались федеральные программы по внедрению травосеяния, севооборотов, контурной вспашки и созданию лесополос.
Средний Запад стал и промышленным регионом, здесь сосредоточена треть промышленных рабочих страны.

## Крупнейшие города и городские округа Среднего Запада

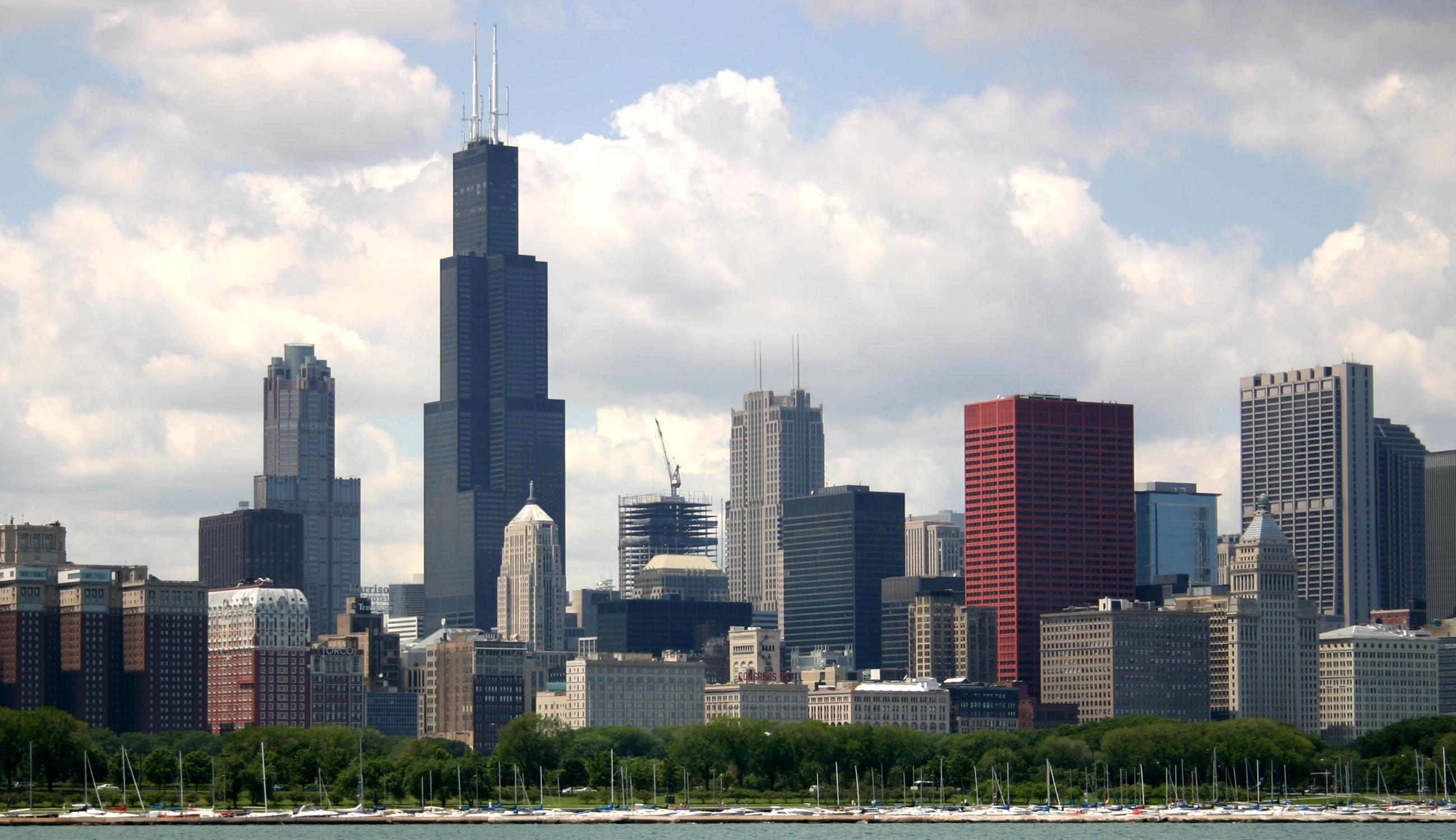
Чикаго — крупнейший город Среднего Запада

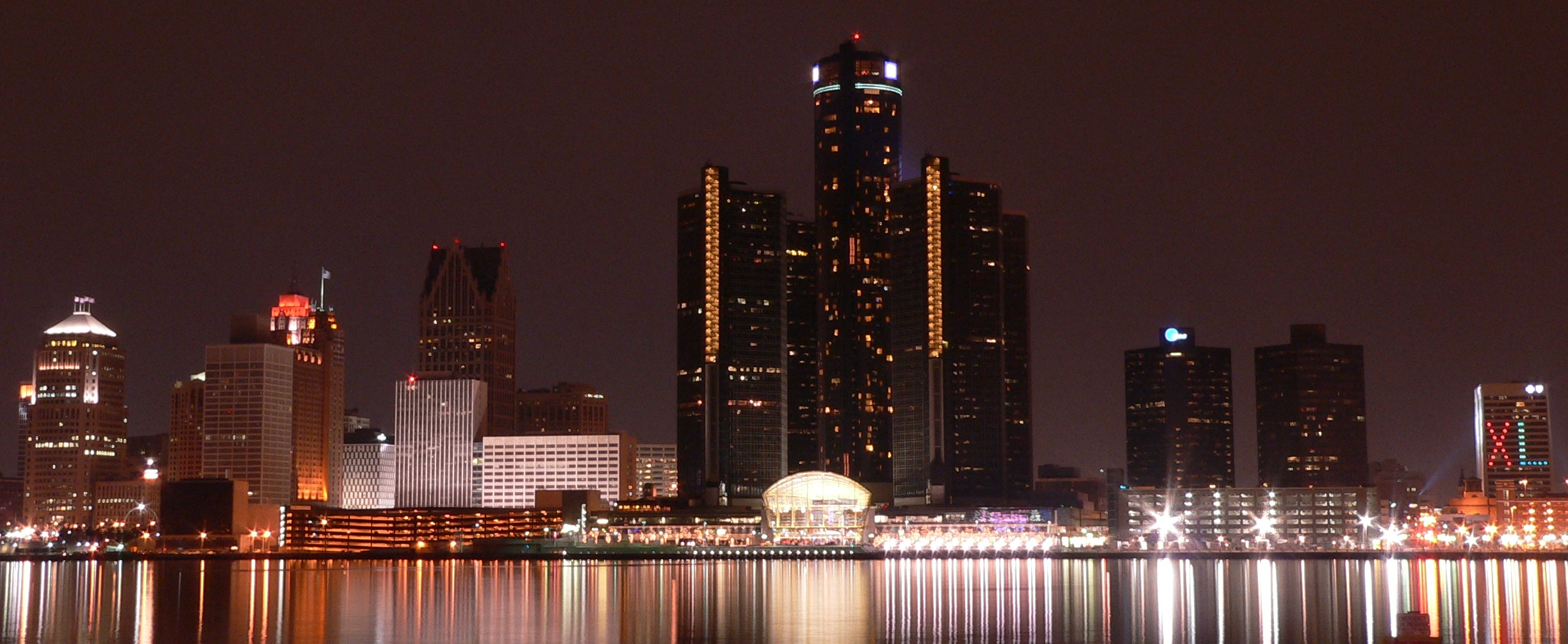
Детройт — автомобильная столица США. Вид ночью со стороны реки Детройт из канадского города Виндзор

Крупнейшим городом в регионе является Чикаго, следующие по величине — Детройт и Индианаполис. Самым старым городом на Среднем Западе является Су-Сент-Мари, основанный французскими миссионерами и исследователями в 1668 году.
| Место | Город        | Штат      | Численность населения (перепись 2000 г.) |
| ----- | ------------ | --------- | ---------------------------------------- |
| 1     | Чикаго       | Иллинойс  | 2,896,016                                |
| 2     | Детройт      | Мичиган   | 951,270                                  |
| 3     | Индианаполис | Индиана   | 781,870                                  |
| 4     | Колумбус     | Огайо     | 711,470                                  |
| 5     | Милуоки      | Висконсин | 596,974                                  |
| 6     | Кливленд     | Огайо     | 478,403                                  |
| 7     | Канзас-Сити  | Миссури   | 441,545                                  |
| 8     | Омаха        | Небраска  | 390,007                                  |
| 9     | Миннеаполис  | Миннесота | 382,618                                  |
| 10    | Сент-Луис    | Миссури   | 348,149                                  |

| Место | Городской округ        | Штаты, входящий в данный округ | Численность населения (перепись 2000 г.) |
| ----- | ---------------------- | ------------------------------ | ---------------------------------------- |
| 1     | Чикаго                 | Иллинойс — Индиана             | 8,307,904                                |
| 2     | Детройт                | Мичиган                        | 3,903,377                                |
| 3     | Миннеаполис — Сент-Пол | Миннесота                      | 2,388,593                                |
| 4     | Сент-Луис              | Миссури — Иллинойс             | 2,077,662                                |
| 5     | Кливленд               | Огайо                          | 1,786,647                                |
| 6     | Цинциннати             | Огайо — Кентукки — Индиана     | 1,503,262                                |
| 7     | Канзас-Сити            | Миссури — Канзас               | 1,361,744                                |
| 8     | Милуоки                | Висконсин                      | 1,308,913                                |
| 9     | Индианаполис           | Индиана                        | 1,287,919                                |
| 10    | Колумбус               | Огайо                          | 1,133,193                                |

| Место | Название городской агломерации                                                           | Штаты, входящие в агломерацию  | Численность населения (перепись 2000 г.) |
| ----- | ---------------------------------------------------------------------------------------- | ------------------------------ | ---------------------------------------- |
| 1     | Чикагская агломерация                                                                    | Иллинойс — Индиана — Висконсин | 9,098,316                                |
| 2     | Детройтская агломерация                                                                  | Мичиган                        | 4,452,557                                |
| 3     | Агломерация Миннеаполис — Сент-Пол                                                       | Миннесота — Висконсин          | 2,968,806                                |
| 4     | Большой Сент-Луис                                                                        | Миссури — Иллинойс             | 2,698,687                                |
| 5     | Большой Кливленд                                                                         | Огайо                          | 2,148,143                                |
| 6     | Агломерация Цинциннати — Северный Кентукки                                               | Огайо-Кентукки — Индиана       | 2,009,632                                |
| 7     | Метрополия Канзас-Сити                                                                   | Миссури — Канзас               | 1,836,038                                |
| 8     | Метрополия Колумбус                                                                      | Огайо                          | 1,612,694                                |
| 9     | Метрополия Индианаполис                                                                  | Индиана                        | 1,525,104                                |
| 10    | Агломерация Милуоки — Расин — Уокешо (англ. Milwaukee-Racine-Waukesha Metropolitan Area) | Висконсин                      | 1,500,741                                |